# 제1차 마테벨레 전쟁

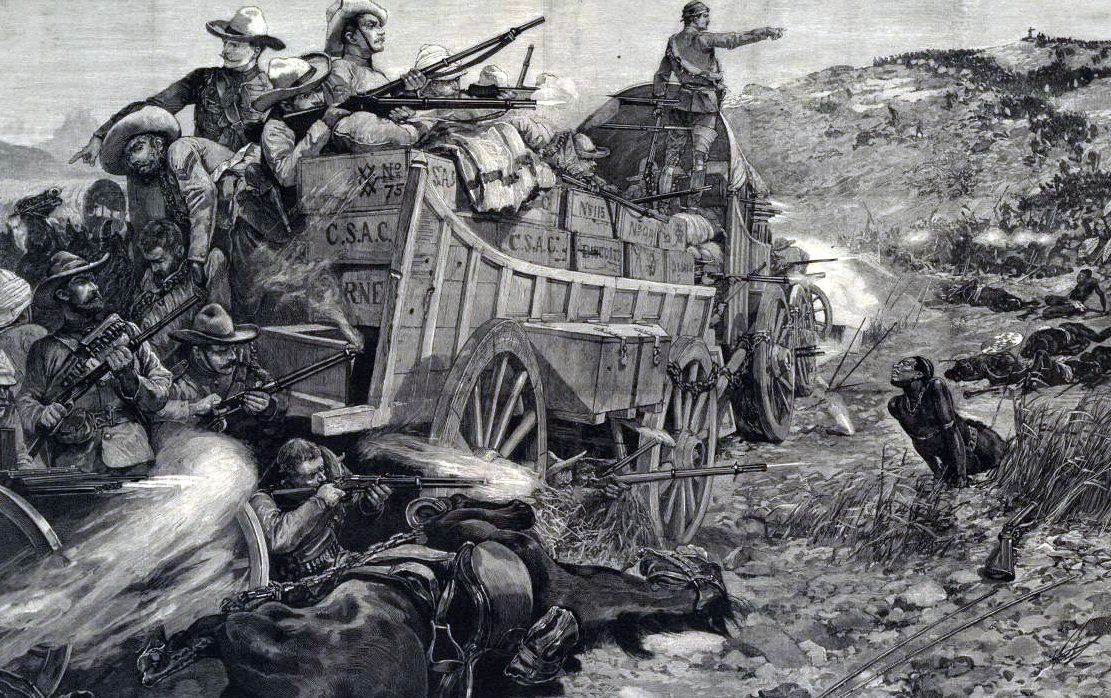

제1차 마테벨레 전쟁은 현재의 짐바브웨에서 1893년과 1894년 사이에 일어났다. 영국 남아프리카 회사가 은데벨레 왕국에 대항한 전쟁으로, 당시 은데벨레 국왕 로벤굴라와 그의 자문들은 자신들의 마타벨레 임피 (은데벨레의 전사 집단)들이 유럽에서 온 무기들의 파괴력에 이길 수 없다고 판단하여 일찍이 남아프리카 회사와의 전면전을 피하려고 하였다. 로벤굴라는 최대 80,000명의 창병과 마티니-헨리 소총으로 무장한 20,000명의 소총수를 소집할 수 있었으나, 부족한 군사 훈련으로 효과적으로 운용되지 못하였다.
당시 영국 남아프리카 회사는 운용 가능한 사내 경찰력이 750명 미만이었으나, 추산 불가능한 식민지 내 자원병들과 700명의 츠와나인 동맹군이 함께 전쟁에 참전하였다. 당시 케이프 식민지 총리였던 세실 로즈와 마쇼날랜드 총독 린더 스타 제임슨 역시 해당 지역에 대한 신뢰를 잃을까봐 전쟁을 피하려고 노력하였다. 그러나 로벤굴라가 마스빙고의 마쇼나 족장에게 공물을 받기 위해 습격을 감행하였고, 남아프리카 회사와의 충돌이 불가피해졌다.